# Antonín Turek
Antonín Turek (8. prosince 1861 Praha – 29. září 1916 Královské Vinohrady) byl český architekt, žák a následovník Josefa Schulze a jeden z představitelů novorenesance v české architektuře.

## Život
Narodil se 8. prosince 1861 v Praze na Novém Městě. Po ukončení reálného gymnázia v Ječné ulici vystudoval na ČVUT v Praze u prof. Josefa Schulze obor pozemní stavitelství a architektura. V roce 1885 nastoupil na stavební úřad obce Vinohradské, kde pracoval jako výpomocný technik již od roku 1883. Od roku 1886 byl členem Spolku architektů a inženýrů.
V letech 1888 – 1892 řídil jako městský inženýr chod stavby Kostela svaté Ludmily na Královských Vinohradech, pro který navrhl i část vnitřního vybavení.
V roce 1899 byl jmenován vrchním městským inženýrem Královských Vinohrad. Byl přednostou stavebního oddělení a získal titul stavebního rady. 
Zemřel 29. září 1916 a je pochován na Vinohradském hřbitově.

## Dílo
Od roku 1882 navrhl mnoho veřejných i soukromých staveb, z nichž většina se nachází na území bývalých Královských Vinohrad. Kromě kulturních, společenských i průmyslových budov, charakteristických pro tuto oblast (vodárenská věž, sborový dům ČCE, národní dům, divadlo, tržnice, banka aj.) to byly i školy v ulicích Na Smetance, Komenského, Čelakovského, Perunova, Kladská.
Od monumentálních staveb v novorenesančním slohu přešel později k dekorativnímu historismu po vzoru architekta Antonína Wiehla. Příkladem je novogotická hřbitovní kaple sv. Václava, v jejíž arkádách se nachází 14 hrobek, mj.
hrobka rodiny Václava Havla.
Kromě Prahy navrhoval stavby v dalších českých a moravských městech (Český Brod, Holešov, Vysoké Mýto, Sadská). Většina jeho staveb je zapsána v Seznamu kulturních památek České republiky a je památkově chráněna.

### Realizované projekty (výběr)
- Vinohradská vodárenská věž, 1882, spolu s Josefem Franzlem
- Škola Na Smetance, Praha 2 – Vinohrady, 1886–1888, spolu s Josefem Franzlem
- Jiráskovo divadlo Nový Bydžov, 1888 (původní projekt spolu s Oldřichem Liskou)
- Národní dům na Vinohradech, 1893–1894
- vlastní vila, Dykova 960/4, Praha 10 – Vinohrady, před 1897; v roce 1928 přestavěna podle návrhu Ladislava Machoně
- Kaple sv. Václava s arkádami v areálu Vinohradského hřbitova, 1897
- občanská záložna, Český Brod, 1897 – 1898 (nyní nová radnice)
- Vinohradská tržnice, 1902
- Gymnázium Ladislava Jaroše Holešov, 1902
- budova okresního výboru a pošty, Vysoké Mýto, 1902
- škola se sokolovnou, Sadská, 1902
- palác Obchodní a živnostenské komory, náměstí Republiky, Praha – Staré Město, 1903 – 1904
- sborový dům vinohradského evangelického sboru, Korunní (Praha) 60, 1904
- Divadlo na Vinohradech, 1905 – 1907 jako jeden z autorů pod vedením hlavního architekta Aloise Čenského
- Nuselská radnice, 1908
- Vysočanská radnice, 1911

## Galerie

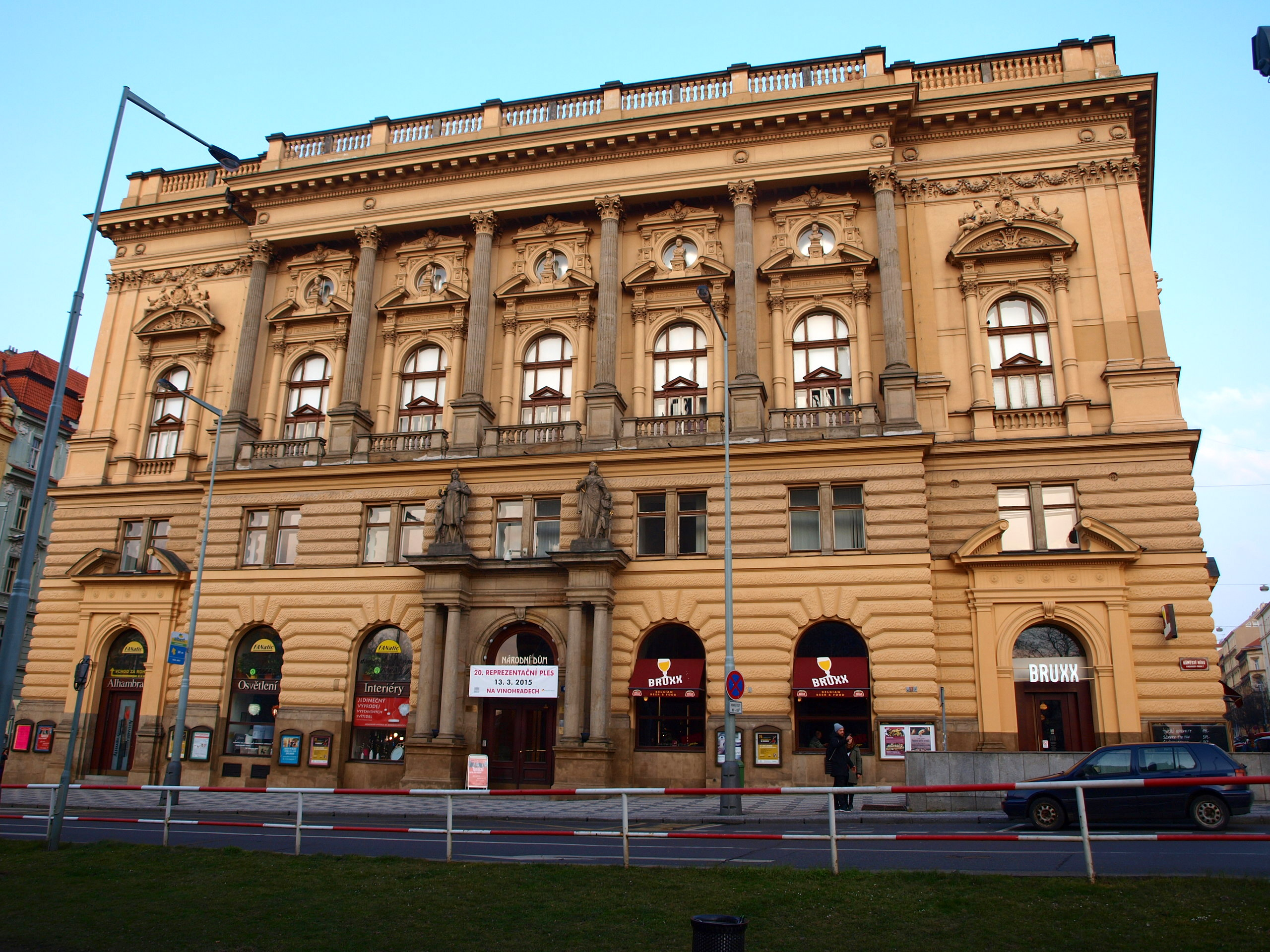
Národní dům na Vinohradech
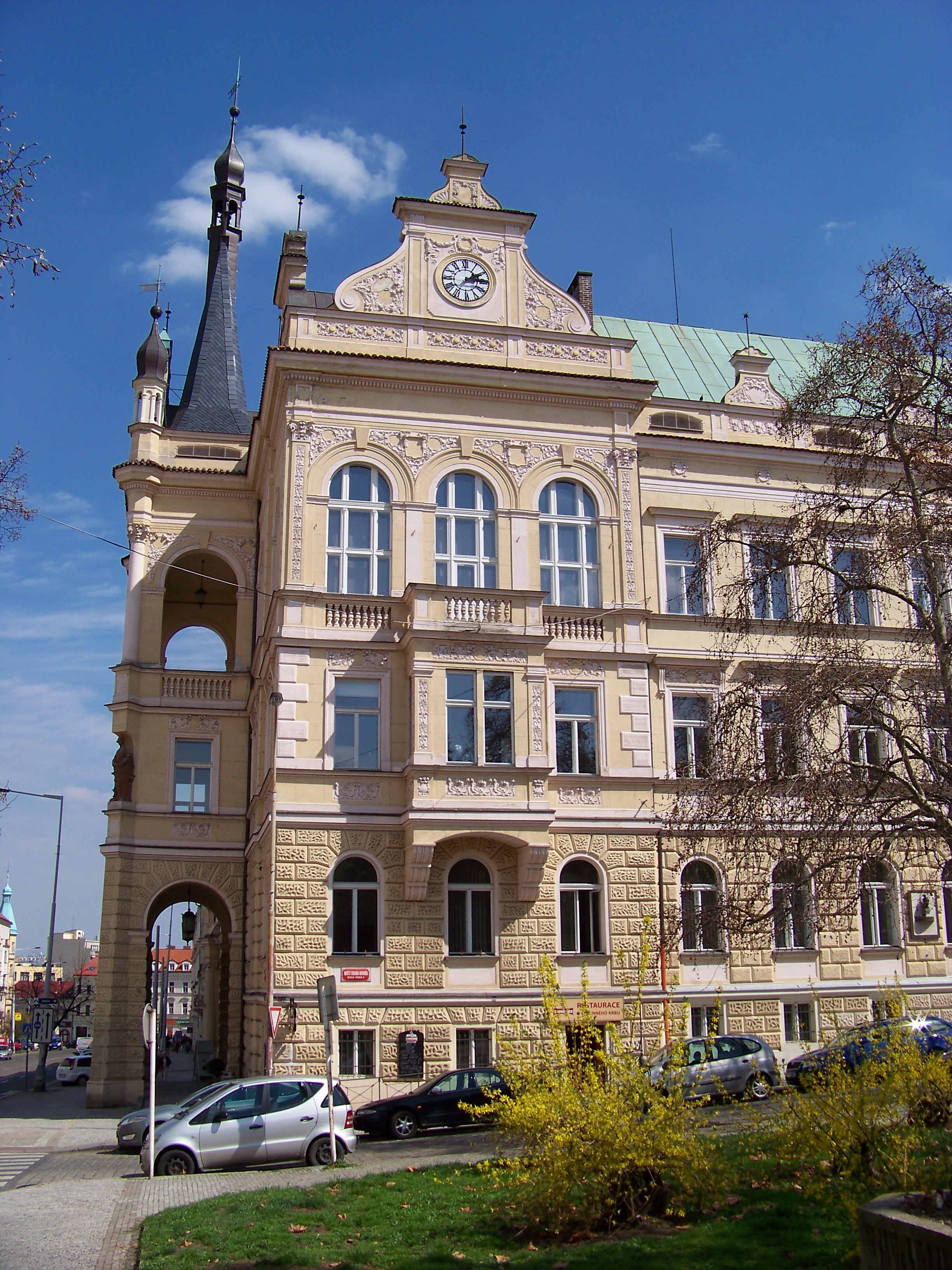
Nuselská radnice
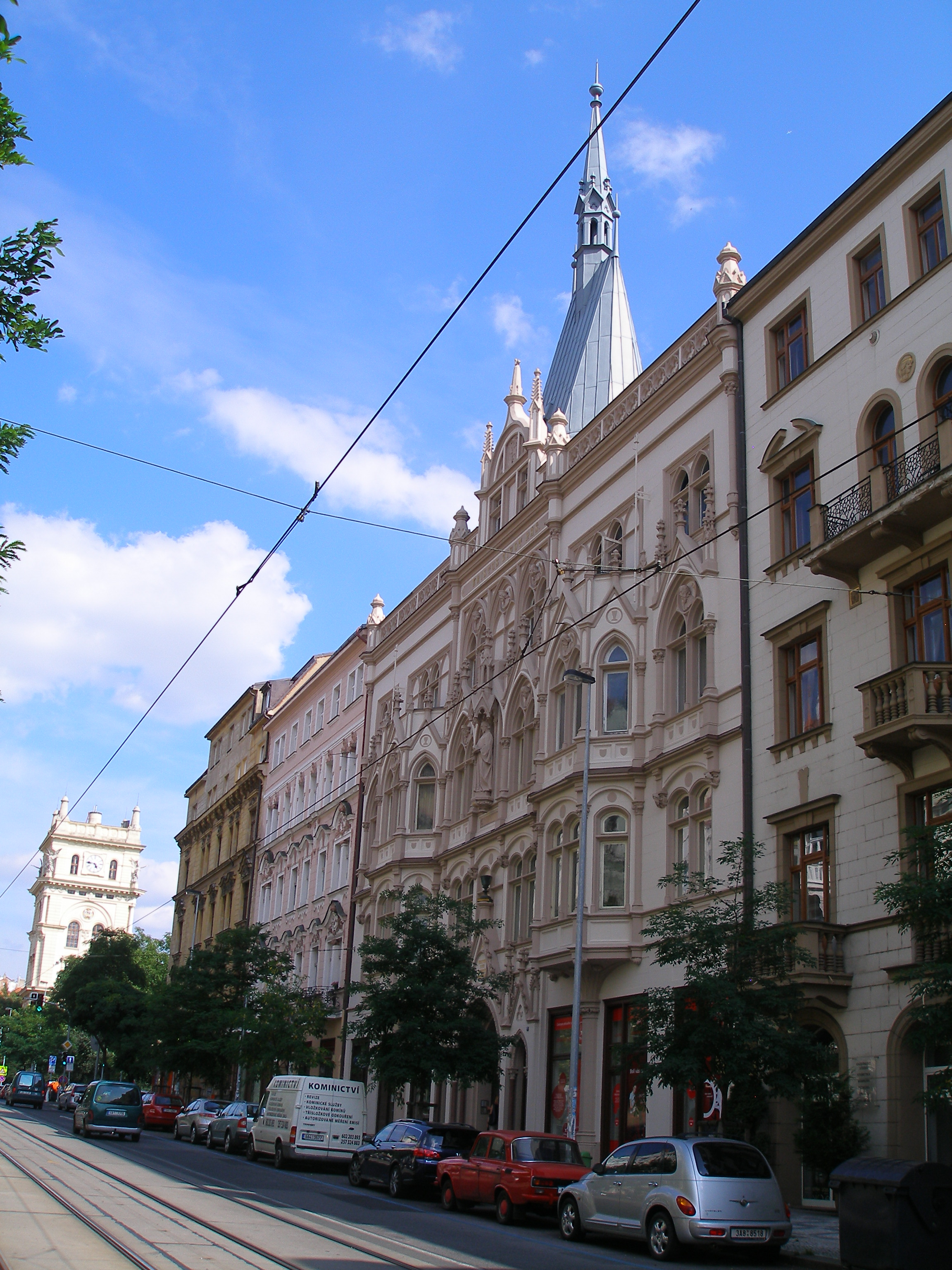
Sbor ČCE Praha 2 – Vinohrady
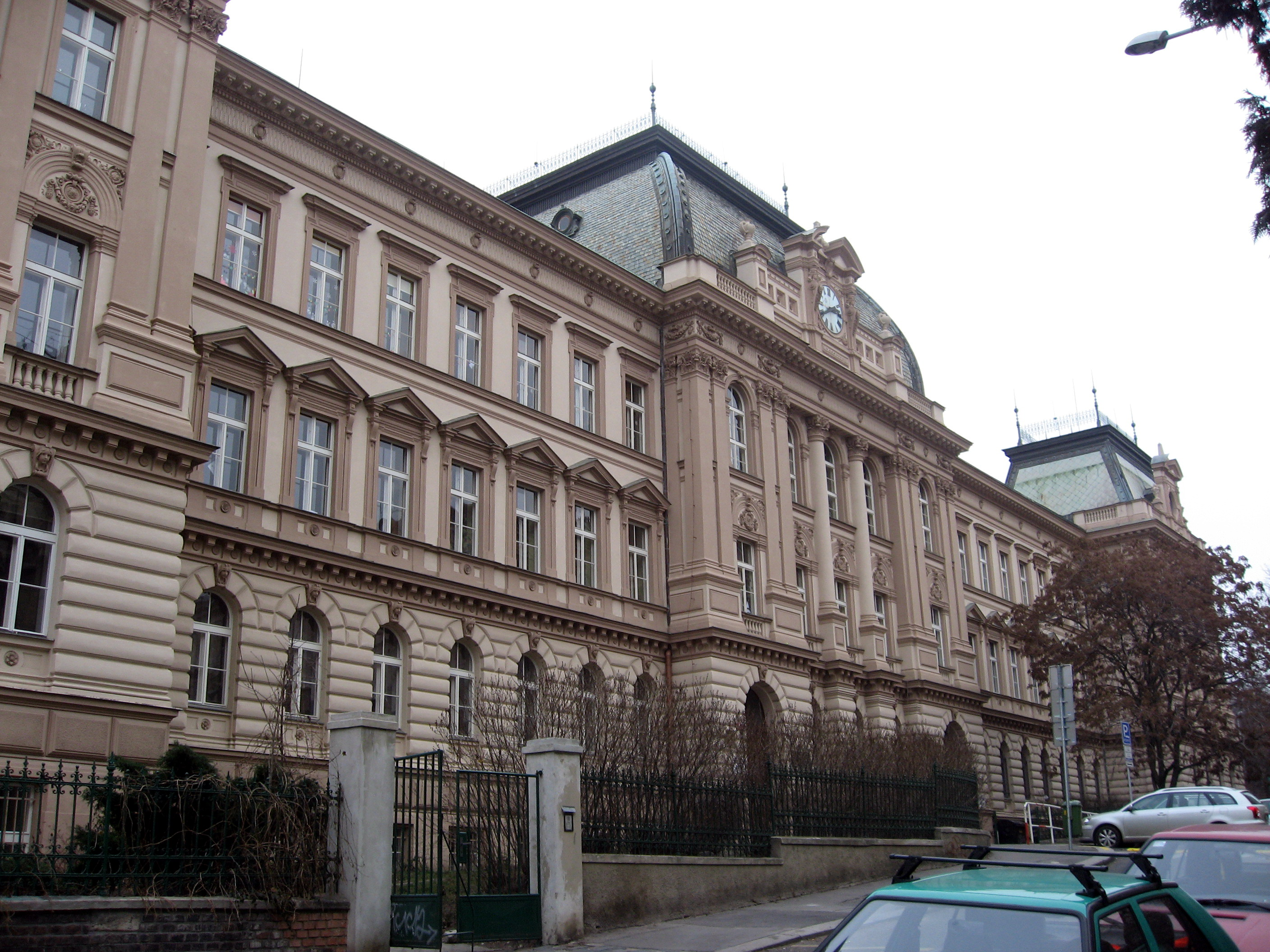
Základní škola Na Smetance
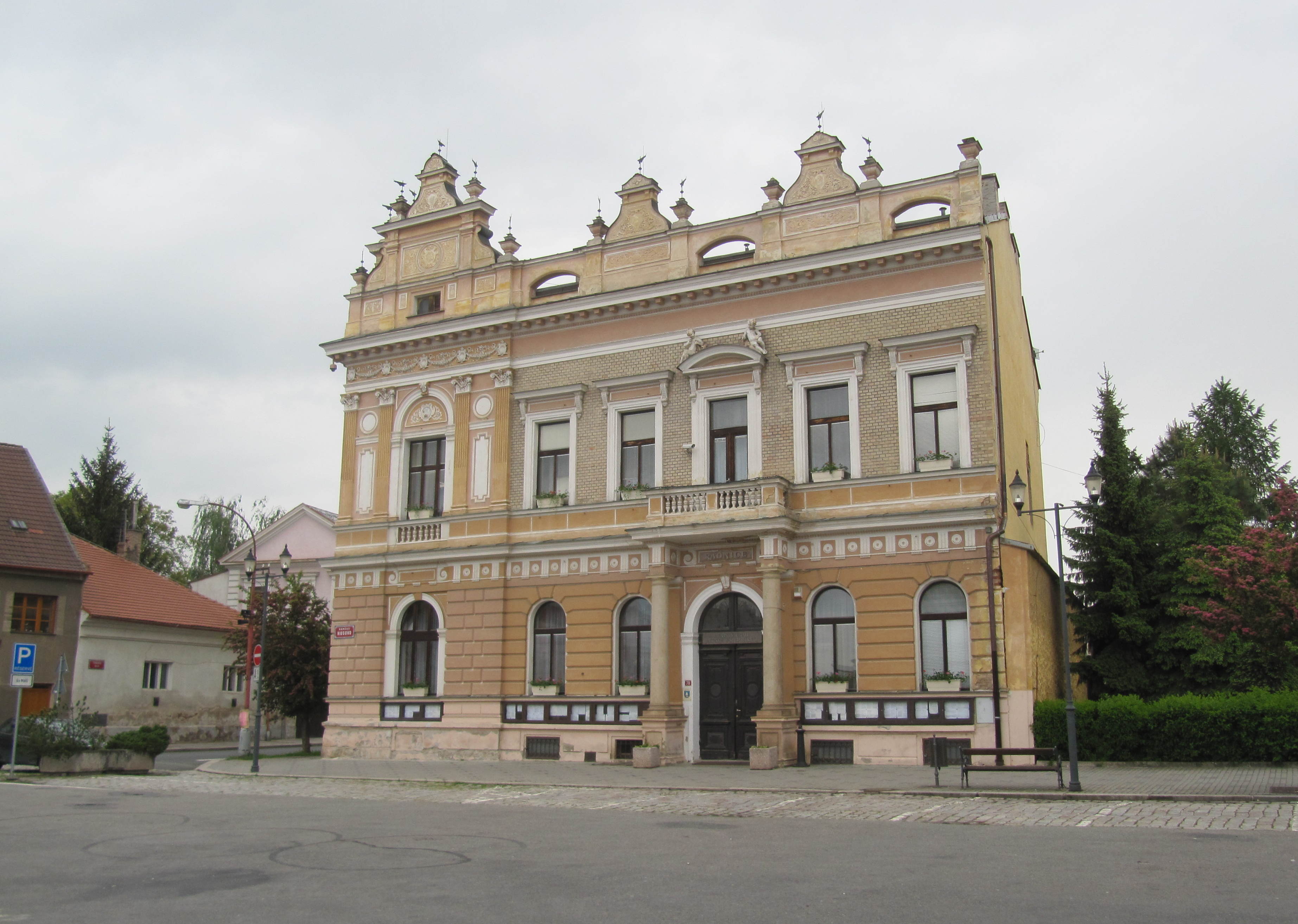
Radnice v Českém Brodě, původně Občanská záložna